# DC がんばれ!スーパーペット
『DC がんばれ!スーパーペット』（原題：DC League of Super-Pets）は、DCコミックスのチーム「DCスーパーペッツ」を題材にした、アメリカの3Dコンピュータアニメーションのスーパーヒーロー・コメディ映画。監督を務めるジャレッド・スターンは、本作が初の長編映画の監督デビュー作である。本作の声優陣には、ドウェイン・ジョンソン（プロデュースも担当）、ケヴィン・ハート、ケイト・マッキノン、ジョン・クラシンスキー、ヴァネッサ・ベイヤー、ナターシャ・リオン、ディエゴ・ルナ、トーマス・ミドルディッチ、ベン・シュワルツ、キアヌ・リーブスなどが名を連ねている。
本作は、ワーナー・アニメーション・グループが製作し、ワーナー・ブラザース・ピクチャーズ配給で2022年7月29日に米国で劇場公開された。日本では同年8月26日に公開。

## 冒頭
ジャスティス・リーグがレックス・ルーサーに捕まったため、スーパーマンの愛犬クリプトは、スーパーパワーを持つペットたち（猟犬のエースは怪力と頑丈な体を持ち、豚のPBは巨大化能力を持つ。亀のマートンは超高速で動くことができ、リスのチップは電気の力を持っている）でチームを結成する。

## キャスト
クリプト / バーク・ケント / スーパードッグ
声 - ドウェイン・ジョンソン、日本語吹替 - 楠大典
今作の主人公。
クリプトン出身のラブラドール・レトリバーであり、クラーク・ケント/スーパーマンと同じく空を飛べる能力を持つ愛犬。
エース / バットハウンド
声 - ケヴィン・ハート、日本語吹替 - 高木渉
怪力と無敵の力を持つボクサー。後にブルース・ウェイン/バットマンの猟犬となる。
ルル
声 - ケイト・マッキノン、日本語吹替 - 魏涼子
本作の悪役。
世界征服を企む毛が無いモルモット。後にマーシー・グレイブスのペットとなる。
カル＝エル/クラーク・ケント/スーパーマン
声 - ジョン・クラシンスキー、日本語吹替 - 山野井仁
メトロポリスを守るスーパーヒーローで、クリプトの飼い主。
PB
声 - ヴァネッサ・ベイヤー、日本語吹替 - 松岡茉優
メスのポットベリー・ピッグ。ルルの持ち出したクリプトナイトの影響で巨大化能力を手に入れた。
ワンダーウーマンに憧れており、後に彼女のペットとなる。
マートン・マクスナートル/テリフィック・ワットジット
声 - ナターシャ・リオン、日本語吹替 - 松尾駿（チョコレートプラネット）
視力は悪いが超高速に動くことができるカメ。後にフラッシュのペットとなる。
チップ
声 - ディエゴ・ルナ、日本語吹替 - 梶裕貴
電気の力を持つキタリス。後にグリーン・ランタンのペットとなる。
キース、マーク
キースの声 - トーマス・ミドルディッチ、日本語吹替 - 鈴村健一
マークの声 - ベン・シュワルツ、日本語吹替 - 中村悠一
小学校で飼われていたモルモット。2匹とも温厚な性格で争い事は好まないが、ルルのレックス救出作戦に協力させられることになる。その際、ルルが持っていたクリプトナイトによって、キースは冷凍・製氷の能力を、マークは火炎の能力を手に入れる。次第にルルの考え方に疑問を持つようになり、見かねた彼女によってお互いを引き寄せられる拷問を受けてしまう。そして息絶え絶えになりながらも、クリプトにルルの計画の内容を伝え後を託す。全てが終わったあとは、ルルを仕返しと言わんばかりにホットドッグ屋台のソーセージ入れに閉じ込め、最終的にそれぞれアクアマンとサイボーグのペットになった。その後はクリプト達のサポーターとして活動する。
ブルース・ウェイン/バットマン
声 - キアヌ・リーブス、日本語吹替 - 山寺宏一
ゴッサム・シティを守るヴィジランテ・スーパーヒーロー。後にエースの飼い主となる。
レックス・ルーサー
声 - マーク・マロン、日本語吹替 - 山路和弘
レックス・コープのCEOで、スーパーマンの宿敵。
ロイス・レイン
声 - オリヴィア・ワイルド、日本語吹替 - 佐古真弓
デイリー・プラネットの記者で、クラークの恋人。
ダイアナ・プリンス/ワンダーウーマン
声 - ジャミーラ・ジャミル、日本語吹替 - 宮島依里
セミッシラ出身のアマゾン族のスーパーヒロイン。後にPBの飼い主となる。
アーサー・カリー/アクアマン
声 - ジェマイン・クレメント、日本語吹替 - 菊池通武
アトランティス出身であり、アトランティスの王でスーパーヒーロー。後にキースの飼い主となる。
バリー・アレン/フラッシュ
声 - ジョン・アーリー、日本語吹替 - ランズベリー・アーサー
超人的なスピードでセントラルシティを守る警察の科学捜査官。後にマートンの飼い主となる。
ビクター・ストーン/サイボーグ
声 - ダヴィード・ディグス、日本語吹替 - 武内駿輔
事故後にサイバネティックスを得た元フットボール選手。後にマークの飼い主となる。
ジェシカ・クルス/グリーン・ランタン
声 - ダーシャ・ポランコ、日本語吹替 - 小若和郁那
グリーンランタン・コァのメンバー。後にチップの飼い主となる。
ドッグ＝エル
声 - キース・デイヴィッド、日本語吹替 - 岩崎ひろし
クリプトの父親。
ワッフルズ
声 - サム・J・レヴィン、日本語吹替 - 真木駿一
ボストンテリア。
マーシー・グレイブス
声 - マヤ・アースキン、日本語吹替 - 朴璐美
レックス・ルーサーの手下でボディーガード。後にルルの飼い主となる。
ウィスカーズ
声 - ウィノナ・ブラッドショウ、日本語吹替 - 市川ぼたん
ルルに助けられ忠誠を誓う、全身が武器の子猫。尻尾から銃弾を放つ。
ジョー＝エル
声 - アルフレッド・モリーナ、日本語吹替 - 斧アツシ
カル＝エルの父親。
ララ
声 - レナ・ヘディ、日本語吹替 - 山像かおり
カル＝エルの母親。
パティ
声 - イヴェット・ニコール・ブラウン、日本語吹替 - 八百屋杏
動物保護施設のオーナー。
カール
声 - ダン・フォグラー、日本語吹替 - 関口雄吾
常に彼女を口説こうとするパティのアシスタント。演じたフォグラーはこの他にパイロットとレーサーの声も担当した。
テス・アダム/ブラックアダム
声 - ドウェイン・ジョンソン、日本語吹替 - 楠大典
ポストクレジットシーンに登場。アヌビスの飼い主。
アヌビス
声 - ドウェイン・ジョンソン、日本語吹替 - 楠大典
ポストクレジットシーンに登場。ブラックアダムのペット。

## 製作

### 企画開発
2018年7月、ジャレッド・スターンは、DCの「リージョン・オブ・スーパーペッツ」を題材にしたアニメ映画の脚本執筆と監督に起用された。2019年1月、Sam LevineがSternとの共同監督を務め、Patricia Hicksがプロデューサーとして契約したことが発表された。
2021年5月には、ドウェイン・ジョンソンがクリプト・ザ・スーパードッグの声優として出演することが発表され、他の大物俳優たちも共演を前提として交渉していることが発表された。ドウェインは、本作で主演を務めるだけでなく、ダニー・ガルシア、ハイラム・ガルシア、スターンや迎え入れたヒックスとともにプロデューサーを務める。また、ジョン・レクア、グレン・フィカーラ、ニコラス・ストーラーが製作総指揮を務めることになっている。 
2021年6月には、ケヴィン・ハートが本作でエース・ザ・バットハウンドの声を担当することとともに追加キャストが発表された。さらに、ケイト・マッキノン、ジョン・クラシンスキー、ヴァネッサ・ベイヤー、ナターシャ・リオン、ディエゴ・ルナ、キアヌ・リーブスが未発表の役でキャスティングされた。その翌週には、ジャミーラ・ジャミルが本作のキャストに追加された。2021年9月には、マーク・マロンがレックス・ルーサー役の声優としてキャスティングされた。同年11月までに、追加された役が明らかになった。グリーンランタンのリスのチップ（ディエゴ）、フラッシュのカメのマートン（ナターシャ）、ワンダーウーマンのブタのPB（ヴァネッサ）、スーパーマン（ジョン・クラシンスキー）、そして新たに加わったトーマス・ミドルディッチとベン・シュワルツである 。

### アニメーション
アニメーション制作は、アニマル・ロジックが担当。

## 音楽
本作の映画オリジナル音楽は、スティーブ・ジャブロンスキーによって作曲された。

## 公開
2019年1月、本作は2021年5月21日に公開される予定であった。その後、キアヌ・リーブスが主演する別の映画『マトリックス レザレクションズ』を優先するために、公開日が2022年5月20日に延期された。
本作は、劇場公開の45日後にHBO Maxでストリーミング配信される。

## テレビゲーム
映画をベースにしたゲーム「DC League of Super-Pets: The Adventures of Krypto and Ace」が、2022年春に発売されることがDCファンドームで発表された。